# Innocent Mdledle
Innocent Thembinkosi Mdledle (ur. 12 listopada 1985 w Matatiele) – południowoafrykański piłkarz grający na pozycji lewego obrońcy.

## Kariera klubowa
Karierę piłkarską Mdledle rozpoczął w klubie Shakes XI. W 2004 roku został piłkarzem Witbank Spurs z miasta Witbank. W jego barwach zadebiutował w trzeciej lidze Republiki Południowej Afryki i po roku gry przeszedł do Orlando Pirates z Johannesburga, grającego w Premier Soccer League (I szczebel rozgrywek). Tam stał się podstawowym zawodnikiem drużyny, a 15 października 2005 strzelił pierwszego gola w lidze w wygranym 2:1 meczu z Ajaksem Kapsztad. W 2006 roku wywalczył z Orlando Pirates wicemistrzostwo RPA. Sukces ten powtórzył w 2009 roku.
| Sezon   | Klub              | Kraj              | Rozgrywki             | Mecze | Bramki |
| ------- | ----------------- | ----------------- | --------------------- | ----- | ------ |
| 2004/05 | Witbank Spurs     | Południowa Afryka | III liga              | ?     | ?      |
| 2005/06 | Orlando Pirates   | Południowa Afryka | Premier Soccer League | 17    | 1      |
| 2006/07 | Orlando Pirates   | Południowa Afryka | Premier Soccer League | 26    | 2      |
| 2007/08 | Orlando Pirates   | Południowa Afryka | Premier Soccer League | 21    | 0      |
| 2008/09 | Orlando Pirates   | Południowa Afryka | Premier Soccer League | 16    | 0      |
| 2009/10 | Mamelodi Sundowns | Południowa Afryka | Premier Soccer League | 20    | 0      |
| 2010/11 | Mamelodi Sundowns | Południowa Afryka | Premier Soccer League |       |        |

## Kariera reprezentacyjna
W reprezentacji RPA Mdledle zadebiutował 26 maja 2007 roku w zremisowanym 0:0 towarzyskim spotkaniu z Malawi. W 2009 roku selekcjoner Joel Santana powołał go na Puchar Konfederacji 2009, w którym zawodnik był rezerwowym. Z RPA zajął na tym turnieju 4. miejsce.